# Der Ententanz
Der Ententanz (dal tedesco, lett. "Il ballo dell'anatra") o Vogerltanz (lett. "ballo dell'uccello") è un brano musicale composto dal musicista svizzero Werner Thomas nel 1957. Il brano, uno dei più grandi tormentoni della musica leggera, è divenuto un celebre ballo di gruppo ed è stato rivisitato da molti artisti in 42 paesi diversi; risulta che siano state realizzate oltre 300 cover.
La prima versione pubblicata su disco è quella del 1973 dei Cash & Carry e prende il titolo di Tchip Tchip.
Nel 1981 divenne celebre in Italia come Il ballo del qua qua grazie all'interpretazione di Romina Power.

## Composizione e pubblicazione
Der Ententanz è un brano novelty e schlager strumentale del 1957, composto dal fisarmonicista Werner Thomas, che era solito suonarla durante i suoi concerti nella città natale Davos. Thomas si attribuisce l'invenzione del ballo, che, stando alle sue parole, sarebbe ispirato alla camminata delle 130 anatre del suo giardino e ai movimenti degli sciatori di Davos.
La traccia catturò l'attenzione di un produttore discografico belga in vacanza a Davos, che decise di registrare il brano. La prima versione della traccia pubblicata su disco è quella attribuita dei Cash & Carry e si tratta di un breve strumentale del 1973 eseguito con un sintetizzatore Moog. Sebbene tale brano, intitolato Tchip Tchip, non fosse inizialmente apprezzato da Thomas, esso ebbe un grande successo. Riuscì infatti a rimanere al primo posto delle classifiche svizzere per cinque settimane nel 1974. Il singolo che lo contiene vendette 100.000 copie.

## Nelle varie lingue
Der Ententanz è stata adattata con parole diverse in molteplici lingue, spesso abbinandola ad altri animali per esigenze di metrica del testo (per esempio, in inglese è The Chicken Dance, letteralmente "il ballo del pollo").
- Inglese: The birdy dance, The Chicken Dance
- Portoghese Brasiliano: Baile dos Passarinhos
- Bulgaro: Патешкият танц (Pateškijat tanc)
- Ceco: Ptačí tanec (kuřátka)
- Olandese: De Vogeltjesdans
- Estone: Tibutants
- Finlandese: Tiputanssi
- Francese: La danse des canards
- Greco: Τα παπάκια (lett. "gli anatroccoli")
- Ebraico: ריקוד הציפורים‎ (Rikud HaTziporim)
- Ungherese: Kacsatánc
- Islandese: Fugladansinn
- Giapponese: 可笑しい鳥 (Okashii Tori) (lett. "l'uccello matto")
- Coreano: 모두가 천사라면 (Moduga cheonsaramyeon) (lett. "se tutti fossero angeli")
- Lituano: Ančiukų šokis (lett. "il ballo dell'anatroccolo")
- Norvegese: Fugledansen
- Portoghese: Passarinhos a bailar
- Polacco: Kaczuszki, Kaczuchy (lett. "anatroccoli")
- Rumeno: Rața
- Russo: Танец маленьких утят (Tanec malen'kich utjat) (lett. "Il ballo dei piccoli anatroccoli")
- Slovacco: Kačací tanec, Vrabčák (lett. "Ballo dell'anatra, Il passero")
- Sloveno: Račke (lett. "Anatre")
- Spagnolo: El baile de los pajaritos
- Svedese: Fågeldansen, Kycklingdansen (lett. "Il ballo dell'uccello")

## Cover

### Versioni in italiano
La versione italiana prende il nome di Il ballo del qua qua. Riarrangiata da Terry Rendall e Lorenzo Raggi e cantata da Romina Power, venne pubblicata nel 1981 come singolo e poi inclusa nell'album Felicità di Al Bano e Romina Power, uscito nel 1982.  Tra i coristi che hanno partecipato al brano c'erano Silvia Annicchiarico, Paola Orlandi, Lalla ed Eloisa Francia, Mario Balducci, Moreno Ferrara e Silvio Pozzoli (questi ultimi cantano la quarta strofa insieme a Romina Power).
Venne lanciata da Romina Power nel corso della trasmissione Fantastico 2. La canzone ebbe grande successo, arrivando alla prima posizione della classifica dei 45 giri più venduti in Italia il 24 aprile 1982, e rimanendo stabilmente in top 10 per sei mesi, dal gennaio al giugno del 1982. Alla fine dell'anno il singolo risultò essere il sesto più venduto dell'anno. La canzone è stata inoltre riportata in auge durante diverse edizioni del Festival di Sanremo.
Oltre a Romina Power, tra gli altri artisti italiani che l'hanno interpretata vi è l'ex Brutos Gerry Bruno (1981).

### Altre versioni
Tra le molte cover si segnalano quella degli olandesi De Electronica's (Dance Little Bird, 1981); della canadese Nathalie Simard (La danse des canards, 1982); dei The Tweets (The Birdie Song, 1982), la cui traccia, prodotta da Henry Hadaway, si piazzò al secondo posto della casistica dei singoli britannici; e di Frank Zander (Ja, wenn wir alle Englein wären, 1981).

## Nella cultura di massa
Nel mondo anglosassone il 14 maggio è riconosciuto come la giornata Dance Like a Chicken, giorno per celebrare il ballo di gruppo.
È stata adattata con parole diverse in molteplici lingue, spesso abbinandola agli altri animali per esigenze di metrica del testo (per es. in inglese è The Chicken Dance, cioè "Il ballo del pollo"), e usata nel corso degli anni come colonna sonora di vari film e serie televisive, come ad esempio Il trafficone, L'affittacamere, Biancaneve & Co. o The Big Bang Theory, nonché come sigla del programma televisivo Paperissima - Errori in TV, trasmesso da Canale 5 dal 1990.